# Zaliuttea, Stara Vîjivka
Zaliuttea (în ucraineană Залюття) este un sat în comuna Dubecine din raionul Stara Vîjivka, regiunea Volînia, Ucraina.

## Demografie
Componența lingvistică a localității Zaliuttea
     Ucraineană (99,58%)
     Alte limbi (0,42%)
Conform recensământului din 2001, majoritatea populației localității Zaliuttea era vorbitoare de ucraineană (99,58%), existând în minoritate și vorbitori de alte limbi.